# Condado de Jefferson (Illinois)
El condado de Jefferson (en inglés: Jefferson County), fundado en 1819, es uno de 102 condados del estado estadounidense de Illinois. En el año 2000, el condado tenía una población de 40 045 habitantes y una densidad poblacional de 27 personas por km². La sede del condado es Mount Vernon. El condado recibe su nombre en honor a Thomas Jefferson.

## Geografía
Según la Oficina del Censo, el condado tiene un área total de 1512 km², de la cual 1479 km² es tierra y 33 km² (0.73%) es agua.

### Condados adyacentes
- Condado de Marion (norte)
- Condado de Wayne (noreste)
- Condado de Hamilton (sureste)
- Condado de Franklin (sur)
- Condado de Perry (suroeste)
- Condado de Washington (oeste)

## Demografía
Según la Oficina del Censo en 2000, los ingresos medios por hogar en el condado eran de $33 555, y los ingresos medios por familia eran $41 141. Los hombres tenían unos ingresos medios de $34 089 frente a los $21 015 para las mujeres. La renta per cápita para el condado era de $16 644. Alrededor del 12.30% de la población estaban por debajo del umbral de pobreza.

## Transporte

### Principales autopistas
- Interestatal 57
- Interestatal 64
- U.S. Route 51
- Ruta de Illinois 15
- Ruta de Illinois 37
- Ruta de Illinois 142
- Ruta de Illinois 148
- Ruta de Illinois 251

## Municipalidades

### Ciudades
- Centralia (part)
- Mount Vernon
- Nason

### Villas
- Belle Rive
- Bluford
- Bonnie
- Dix
- Ina
- Waltonville
- Woodlawn

### Áreas no incorporadas
- Bakerville
- Boyd
- Camp Ground
- Divide
- Drivers
- Idlewood
- Marcoe
- Marlow
- Miller Lake
- Opdyke
- Roaches
- Summersville
- Texico

### Municipios
El condado de Jefferson está dividido en 11 municipios:
| - Bald Hill - Blissville - Casner - Dodds | - Elk Prairie - Farrington - Field - Grand Prairie | - McClellan - Moore's Prairie - Mt. Vernon - Pendleton | - Rome - Shiloh - Spring Garden - Webber |